# Ardour
Ardour ist eine freie Digital Audio Workstation. Sie orientiert sich in Oberfläche und Bedienung an Pro Tools, einer Software, die in Tonstudios häufig verwendet wird. Ardour ist für den professionellen Einsatz gedacht und ist als freie Software unter der GPL verfügbar. Derzeit existieren lauffähige Versionen dieses Programms für die Betriebssysteme Linux, Solaris, FreeBSD, macOS und Windows. Die Arbeit der Entwickler von Ardour konzentriert sich auf die Versionen für Linux und macOS. Paul Davis gilt als Gründer von Ardour. Das Ardour-Projekt hat sich nach eigener Aussage zum Ziel gesetzt, die „bestmögliche digitale Audio-Bearbeitungsplattform“ zu schaffen.
Der Name „Ardour“ entstammt dem Versuch, die Abkürzung HDR (für Hard Disk Recorder) auszusprechen, ist gleichzeitig aber auch das britische Wort für Begeisterung, Überschwang und Feuereifer.

## Konzept
Ardour verwendet das JACK Audio Connection Kit, um Klänge aufzunehmen und weiterzugeben. Damit kann die Software sowohl von den Eingängen einer Soundkarte als auch von mit dem Jack-Server verbundener Software Tonaufnahmen anlegen. Die Zahl der gleichzeitig verwendbaren Spuren ist dabei nicht fest begrenzt. Die Aufnahmen legt Ardour in Dateien im RIFF-WAVE-Format ab. Diese Dateien verändert Ardour nach der Aufnahme nicht mehr. Alle Schnitte und sonstigen Bearbeitungen des Audiomaterials beziehen sich auf das Abspielen der Datei. Dieses sogenannte non-destruktive Verfahren erlaubt es, Schnitte und auch die meisten Löschvorgänge auch über Sitzungsgrenzen hinweg rückgängig zu machen.
Aufnahme und Wiedergabe steuert der Nutzer in Ardour über „Tracks“, die an die einzelnen Spuren einer Tonbandmaschine angelehnt sind, und über einen Mixer. Alle Parameteränderungen im Mixer können automatisiert werden. So ist es möglich, die Lautstärke eines Tracks an einer beliebigen Stelle anschwellen zu lassen oder einen Effekt an einer Stelle stärker und dann wieder schwächer werden zu lassen. Diese Programmierung von Parametern ist auch mit Hilfe von grafischen Kurven möglich, die dazu unter dem Track eingeblendet werden können. Alle diese Vorgänge geschehen in Echtzeit – die unvermeidliche Verzögerungszeit ist im Jackserver einstellbar. Auf einem korrekt für den Betrieb von Jack konfigurierten System sind Verzögerungszeiten von weniger als 10 Millisekunden stabil nutzbar.

## Zusammenspiel mit anderen Programmen
Ardour unterstützt VST, LADSPA, LV2 und LXVST für Instrumente- und Effekt-Plug-ins. Mehrere dieser meist sehr speziellen Plugins können kombiniert werden, um komplexere Effekte zu erzielen. Ardour für MacOS unterstützt außerdem das Mac-spezifische AU-Format für Plugins. Aus den Quelltexten von Ardour lässt sich auch eine Version bauen, die Effekt-Plugins im Steinberg-VST-Format unterstützt. Hierzu werden ab Version 2.8 die GPL-lizenzierten Vestige Header, FST und Wine benutzt. Durch Wine ist Ardour dadurch allerdings nur als 32-bit-Programm oder in einer Multilib-Umgebung nutzbar.
Für die Videonachvertonung ist unter Linux das Programm xjadeo verfügbar, das es ermöglicht, einen Film synchron mit Ardour laufen zu lassen. Für MIDI-Aufzeichnungen kann Ardour mit einem Sequenzer wie Rosegarden über den Zeitgeber des Jack-Servers synchronisiert werden. Im Verbund des Jack-Servers können auch Klänge von Software-Klangerzeugern wie Software-Synthesizern, Samplern oder Playern direkt auf einzelne Spuren von Ardour aufgenommen werden. Über MIDI lässt sich Ardour mit externen Misch- und Steuerpulten (sog. DAW-Controllern) bedienen. Der Ausgang von Jack lässt sich für das Audio-Mastering mit geeigneter Prozessor-Software wie z. B. JAMin verbinden.

## Versionen
Die Version 3 von Ardour wurde im März 2013 veröffentlicht. Diese brachte neben diversen Detailverbesserungen auch die oft von Nutzern gewünschte Einbindung von MIDI-Spuren direkt ins Programm. Installationspakete für Linux verkaufte das Projekt seitdem auf seiner Webseite nach einem Modell, in dem der Käufer einen Preis über 1 USD selbst festlegen kann. Pakete für OS X und Windows waren geplant.
Am 19. April 2015 wurde die Veröffentlichung von Ardour 4.0 bekanntgegeben. Dieses Major-Release ermöglichte erstmals experimentelle Unterstützung von Windows ab der Version XP. Um auch den Einstieg für neue Benutzer zu vereinfachen, wurde der Audiodaemon JACK transparent integriert. Zudem wurde die Software hinsichtlich der Arbeitsspeichernutzung optimiert, die MIDI-Unterstützung verbessert und die Benutzeroberfläche von Grund auf neu geschrieben. Die Kompatibilität der Themes aus Version 3.0 oder älter wurde aufgegeben.
Am 12. August 2016 wurde Ardour 5.0 veröffentlicht. Diese neue Version läuft nun offiziell auch unter Windows. Gegenüber Ardour 4 wurden zahlreiche Details der Bedienung modifiziert und Fehler korrigiert. Die Möglichkeiten, Effekt-Plugins zu nutzen, wurden ausgebaut.
Am 24. Mai 2020 wurde Ardour 6.0 veröffentlicht. Nach Angaben der Entwickler wurden unter anderem die Integration von Plugins und MIDI-Dateien, das Latenzverhalten und die Verarbeitung unterschiedlicher Abspielgeschwindigkeiten verbessert sowie weite Teile des Quellcodes überarbeitet.
Im Oktober 2022 wurde Ardour 7 veröffentlicht.
Am 8. Oktober 2023 wurde Ardour 8 veröffentlicht.